# 新世紀福音戰士：鋼鐵戀人2nd
《新世紀福音戰士：鋼鐵戀人2nd》（日语：新世紀エヴァンゲリオン 鋼鉄のガールフレンド2nd）是日本動畫《新世纪福音战士》系列所衍生之戀愛冒險遊戲。由动画的制作公司GAINAX制作并于2003年5月16日发行首版Microsoft Windows用遊戲軟體。之后于2003年12月25日發售Mac版、2005年1月20日發售PS2版、2009年6月11日發售PSP版。主題歌是由高橋洋子演唱的《無限抱擁》。
本作游戏并非《新世紀福音戰士：鋼鐵戀人》的续作，而是以TV最终话的「学園EVA」为舞台描写适格者们的学園生活。并由林ふみの改编成少女漫画。

## 內容簡介
某天早上，碇真嗣偶然間撞到了圍繞著眾多謎團的神秘轉學生綾波零……糾纏在真嗣、綾波、以及青梅竹馬明日香三人之間的情愫將會如何發展？

## 登場人物
- 碇真嗣（声：緒方惠美）: 性格内向、性情温顺的少年。会拉大提琴。选为EVA初号机的驾驶员。
- 綾波零（声：林原惠）: 天真烂漫、好奇心旺盛的美少女转学生。选为EVA零号机的驾驶员。
- 惣流·明日香·蘭格雷（声：宮村優子）: 盛气凌人的少女，和真嗣是青梅竹馬。选为EVA贰号机的驾驶员。
- 渚薰（声：石田彰）: 冷酷的美少年，对真嗣有特殊的感情。选为EVA伍号机的驾驶员。
- 鈴原冬二（声：関智一）: 自称硬派的热血汉，真嗣的好友。选为EVA叁号机的驾驶员。
- 相田剑介（声：岩永哲哉）: 狂热的军事爱好者，真嗣的好友，暗恋明日香。选为EVA四号机的驾驶员。
- 洞木光（声：岩男潤子）: 班长，喜欢鈴原冬二。
- 葛城美里（声：三石琴乃）: 真嗣他们的导师，亦所属于研究所和NERV。个性开朗、不拘小节。
- 赤木律子（声：山口由里子）: 理智又冷艳的保健室医生，亦所属于研究所和NERV。美里的旧识。
- 加持良治（声：山寺宏一）
- 碇源堂（声：立木文彦）: 沉默寡言的NERV司令官，真嗣的父亲。
- 碇唯（声：林原惠）: 研究所的科学家，真嗣的母亲。
- 冬月耕造（声：清川元夢）: 冷静沉着的参谋。
- 日向诚（声：結城比呂）
- 伊吹摩耶（声：長澤美樹）
- 青叶茂（声：子安武人）
- 老教師（声：丸山詠二）
- Pen²（声：林原惠）
- 徳永先生（声：立木文彦）

## 游戏攻略书
- 新世紀福音戰士 鋼鐵戀人2nd 完全解体白書

2003年6月20日出版、ISBN 978-4-04-707120-9
- 新世紀福音戰士 鋼鐵戀人2nd PS2版 官方Visual Book

2005年2月4日出版、ISBN 978-4-04-707175-9

## 漫画
负责作画的是林ふみの。《月刊Asuka》（角川書店）从2003年10月号連載至2005年11月号。单行本全6卷。台湾角川書店以《新世紀福音戰士 鋼鐵的Girl Friend 2nd》之名发行中文版。第1至4卷为第一部，游戏的故事到这里就结束了。第5卷为第二部，描绘源堂与碇唯的中学生时代的完全原创的故事。第6卷为第三部，以短篇集的方式交代各个角色的成长、是第一部的后日谈。
| 卷數 | 角川書店       | 角川書店               | 台湾角川       | 台湾角川           | 收錄話數 |
| 卷數 | 發售日期       | ISBN                   | 發售日期       | ISBN               | 收錄話數 |
| ---- | -------------- | ---------------------- | -------------- | ------------------ | --- |
| 1    | 2004年2月17日  | ISBN 978-4-04-924963-7 | 2004年10月30日 | ISBN 986-7427-68-8 | 第壹章 第壹話 轉學生（） 第貳話 NERV（） 第叄話 悲傷的心 溫柔的心（） 第肆話 動搖的心 不變的心（） 番外篇 小小的戀曲（）      |
| 2    | 2004年6月17日  | ISBN 978-4-04-924974-3 | 2005年5月31日  | ISBN 986-7299-61-2 | 第貳章 第壹話 光之巨人（） 第貳話 綾波零（） 第叄話 洞窟探險（） 第肆話 初戰（）                                              |
| 3    | 2004年10月16日 | ISBN 978-4-04-924984-2 | 2005年8月26日  | ISBN 986-7189-88-4 | 第叄章 第壹話 紀念照（） 第貳話 休假的日子（） 第叄話 各自的思念（） 第肆話 理想的世界（）                                    |
| 4    | 2005年2月17日  | ISBN 978-4-04-924996-5 | 2005年11月28日 | ISBN 986-7189-26-4 | 第肆章 第壹話 無可取代的東西（） 第貳話 過去的殘影（） 第叄話 光明的世界 黑暗的聲音（） 第肆話 今後的未來（）                 |
| 5    | 2005年7月16日  | ISBN 978-4-04-925004-6 | 2006年1月27日  | ISBN 986-17-4015-5 | 第壹話 第貳話 第叄話 第肆話                                                                                                   |
| 6    | 2005年12月17日 | ISBN 978-4-04-925018-3 | 2006年7月8日   | ISBN 986-1740961   | 第壹話 美里×加持（） 第貳話 零×律子（） 第叄話 小光×冬二（） 第肆話 真嗣×明日香（） 番外篇① 未来的事（） 番外篇② 珍惜此刻（） |

## 其他
- 新世紀福音戰士 鋼鐵戀人2nd 4格漫画劇場 全3卷

## 注解
1. ↑  PSP《新世纪福音战士 钢铁女友2》6月发售确定
2. ↑  第4卷后记
3. ↑  第5卷后记

## 外部連結
- Broccoli官方網頁（PS2版） （页面存档备份，存于）